# St. John's, Newfoundland și Labrador
St. John’s  este orașul cel mai vechi în Newfoundland, Canada. El este capitala provinciei Newfoundland și Labrador. Orașul se află amplasat la altitudinea de 10 m deasupra n.m., ocupă o suprafață de 446,04 km², în anul 2011 orașul avea 106.172 de locuitori. St. John’s se află pe coasta de sud-est a insulei Newfoundland, el are un port natural apărat de un lanț muntos. Simbolul orașului este turnul Cabot (Cabot Tower) care se află deasupra orașului pe colina Signal (Signal Hill), turnul putând fi văzut din orice punct al orașului.